# Río Innoko
El río Innoko (del inglés: Innoko River) es un importante río estadounidense, uno de los principales afluentes del río Yukón, que discurre por el Área censal de Yukón–Koyukuk, en el oeste del estado de Alaska.
El río Innoko fluye en dirección norte desde su origen al sur de las montañas Cloudy, en las montañas Kuskokwim, y luego sigue hacia el suroeste hasta desaguar al final en el río Yukón, en su tramo final, al otro lado de la pequeña localidad de Holy Cross (204 hab. en 2007). El río tiene unos 805 km de longitud. La mayor parte de su curso superior discurre a través del Refugio Nacional de Vida Silvestre Innoko, un área protegida de 15,582.34 km² establecida en 1980 y que salvaguarda un área pantanosa que es el área de anidación de cientos de miles de aves y hogar de osos negro, alces, lobos y otros mamíferos peludos. En esta zona el Innoko fluye muy lentamente, describiendo cerrados y continuos meandros, con muchos meandros abandonados y áreas anastomosadas.
Innoko es el nombre en lengu deg Hit’an del río. Los administradores coloniales rusos también llamaron al río Shiltonotno, Legon o Tlegon, Chagelyuk o Shageluk e Ittege en distintos momentos.

## Afluentes
- Paimiut Slough, de 113 km;
  - río Reindeer, de 105 km;
- río Iditarod, de 523 km;
  - río Yetna, de 97 km;
- río Mud, de 92 km;
- río Dishna, de 97 km;